# Sex (libro)
Sex è un libro di foto erotiche realizzate da Steven Meisel con la direzione artistica di Fabien Baron. Le foto raffigurano la cantante Madonna affiancata da alcune star, tra cui Isabella Rossellini, Big Daddy Kane, Naomi Campbell, Joey Stefano, Udo Kier e Vanilla Ice.
Il fotografo ha dato immagine alle fantasie sessuali della popstar che nel libro interpreta un personaggio parallelo al suo, di nome Dita, un omaggio all'attrice tedesca Dita Parlo (1906-1971), protagonista di alcuni film francesi come L'Atalante o La grande illusione. Madonna usò questo nome per firmarsi negli alberghi in cui aveva soggiornato durante i suoi viaggi intorno al mondo, ma in realtà la vera Dita Parlo (che tentò senza successo di diventare famosa ad Hollywood) non ha niente a che fare con le fantasie di Sex.
In linea con il tema dell'album Erotica Madonna propone immagini e testo estremamente espliciti, rivolgendosi spesso ad un immaginario psicoanalista al quale racconta tutte le sue più audaci fantasie erotiche.
Al libro, che ha un'originale copertina in lamiera d'alluminio, è abbinato un CD singolo contenente la canzone Erotic, una nuova versione del brano Erotica.

## Edizioni
- Madonna - Steven Meisel, Sex, Warner Books, 1992, ISBN 0-446-51732-1.
- Madonna, Sex, a cura di Glenn O'Brien, fotografie di Steven Meisel, art direction di Fabien Baron, prodotto da Callaway, Milano, Mondadori, 1992, ISBN 88-04-36583-8.